# Catagênese
Catagênese é um termo usado na geologia do petróleo para descrever o processo de craqueamento que resulta na conversão de querogênios orgânicos em hidrocarbonetos.